# Flux thermique
Le flux thermique {\displaystyle \Phi } – ou flux de chaleur – est la puissance qui traverse une surface au cours d'un transfert thermique, c'est-à-dire l'énergie thermique transférée {\displaystyle Q} – ou quantité de chaleur – par unité de temps. Il s'exprime en watts (W).
En un point de cette surface, la densité de flux thermique {\displaystyle \varphi }  est le flux thermique par unité de surface. Elle s'exprime en watts par mètre carré (W/m2 ou W m−2).
Le transfert thermique peut être effectué par conduction, convection et rayonnement. Ces modes d'échange coexistent bien souvent. L'utilisation de matériaux isolants ou conducteurs permettent respectivement de réduire ou d'augmenter le flux thermique.

## Définitions
Le flux thermique {\displaystyle \Phi } (exprimé en watts), également nommé « flux de chaleur », est le rapport de l'énergie thermique transférée {\displaystyle \delta Q} (en joules), couramment nommée quantité de chaleur, à travers une surface sur la durée infinitésimale du transfert {\displaystyle \delta t} (en secondes) :
{\displaystyle \Phi ={\frac {\delta Q}{\delta t}}={\dot {Q}}}.
Le flux thermique à travers une surface {\displaystyle S} s'exprime comme le flux du champ vectoriel {\displaystyle {\overrightarrow {\varphi }}}, nommé vecteur densité de flux thermique, à travers cette surface.
{\displaystyle \Phi =\iint _{S}\mathrm {d} \Phi =\iint _{S}{\overrightarrow {\varphi }}\cdot {\overrightarrow {\mathrm {d} S}}=\iint _{S}\varphi \ \mathrm {d} S}
{\displaystyle \mathrm {d} \Phi } est le flux élémentaire à travers un élément de surface {\displaystyle {\overrightarrow {\mathrm {d} S}}={\overrightarrow {n}}\ \mathrm {d} S}, où {\displaystyle {\overrightarrow {n}}} est le vecteur unitaire normal à l'élément de surface {\displaystyle \mathrm {d} S}.
En un point donné de la surface, {\displaystyle \varphi } est la densité de flux thermique {\displaystyle \varphi }, également nommée flux thermique surfacique, densité volumique de flux thermique, densité de chaleur, densité de flux de chaleur ou encore densité de courant thermique.
{\displaystyle \varphi ={\overrightarrow {\varphi }}\cdot {\overrightarrow {n}}}

## Trois modes de transfert thermique

### Conduction thermique
Le transfert thermique par conduction est décrit par la loi de Fourier à partir de la conductivité thermique {\displaystyle {\lambda }} :
{\displaystyle {\overrightarrow {\varphi }}_{\!\!\mathrm {cond} }=-\lambda \cdot {\overrightarrow {\mathrm {grad} }}\ T}.
En régime permanent et dans le cas du flux thermique surfacique traversant une surface isotherme d'une paroi plane d'épaisseur {\displaystyle e} soumise à une différence de température {\displaystyle {\Delta T}} :
{\displaystyle \varphi _{\mathrm {cond} }={\frac {\lambda }{e}}\cdot {\Delta T}={\frac {\Delta T}{r_{\mathrm {th\,cond} }}}},
où {\displaystyle r_{\mathrm {th\,cond} }={\frac {e}{\lambda }}} est la résistance thermique surfacique de la paroi.

### Convection
Dans le cas de l'échange thermique par convection entre la surface d'un solide à une température {\displaystyle T_{p}} et un fluide de coefficient de convection thermique {\displaystyle h} à une température {\displaystyle T_{f}}, la loi de Newton donne l'expression du flux thermique surfacique :
{\displaystyle \varphi _{\mathrm {conv} }=h\times (T_{p}-T_{f})={\frac {(T_{p}-T_{f})}{r_{\mathrm {th\,conv} }}}}.
Le vecteur densité de flux est orienté du chaud vers le froid dans la direction normale à la surface d'échange. La résistance thermique surfacique associée est : {\displaystyle r_{\mathrm {th\,conv} }={\frac {1}{h}}}.

### Rayonnement
Selon la loi de Stefan-Boltzmann le flux thermique surfacique rayonné – également nommé exitance énergétique notée {\displaystyle M} – à la surface d'un corps de température {\displaystyle T} peut s'exprimer :
{\displaystyle \varphi _{\mathrm {ray} }=M=\varepsilon \cdot \sigma \cdot T^{4}},
où {\displaystyle \sigma } = 5,670 3 × 10−8 W m−2 K−4 est la constante de Stefan-Boltzmann et {\displaystyle \varepsilon } est l'émissivité du matériau.

## Exemples
Les échangeurs, radiateurs, les chaudières, les aéroréfrigérants, les dissipateurs thermiques, les condenseurs, etc. utilisent des phénomènes de transferts thermiques à travers des parois. Un fluide chaud cède de l'énergie thermique à un fluide froid sans qu'ils se mélangent. Les dispositifs cherchent à augmenter la surface d'échange pour maximiser les échanges d'énergie.
En thermique du bâtiment, les murs comme les pans de toitures ou toute autre paroi, constituent l'enveloppe du bâtiment et sa surface d'échange avec le milieu extérieur. L'isolation thermique vise à diminuer le flux thermique qui traverse ses parois.
On peut appliquer ce type de transfert à toute surface d'échange entre deux fluides de températures différentes comme la peau, surface d'échange thermique entre le corps avec son environnement.